# Cimetière militaire Bard Cottage
Le cimetière militaire Bard Cottage est un cimetière militaire britannique dédié aux victimes de la Première Guerre mondiale, situé dans le village de Boezinge, arrondissement d'Ypres, en Belgique. 

## Histoire
Boezinge était en territoire occupé par les Alliés pendant la majeure partie de la guerre, juste en face des lignes allemandes à travers le canal d'Yperlée entre Ypres et l'Yser. Entre le cimetière actuel et le canal se trouvait une ferme appelée Bard Cottage, près d'un pont appelé Bard's Causeway. On y construit un cimetière dès 1915, il sera utilisé jusqu'à octobre 1918. Après la guerre, le cimetière a été agrandi avec 46 tombes provenant des champs de bataille de la région, dont 32 tombes du cimetière Marengo Farm qui se trouvait à quelques centaines de mètres au sud. Parmi les soldats identifiés se trouvent 1 583 Britanniques, 15 Canadiens, 2 Sud-Africains et 3 Allemands. Trois soldats britanniques dont les tombes sont introuvables sont commémorés par un Special Memorial.
Le cimetière a été conçu par Reginald Blomfield et est entretenu par la Commonwealth War Graves Commission. Il est situé à plus de deux kilomètres au sud du centre du village de Boezinge le long de la route Ypres- Diksmuide près du canal d'Yperlée. Le site a un plan au sol presque rectangulaire avec une superficie d'environ 5 455 m2 et est clôturé par une pierre de bordure en béton. À l'avant se trouve la Pierre du Souvenir entre deux bâtiments d'entrée et derrière se trouve la Croix du Sacrifice.
1 643 morts sont commémorés, dont 40 n'ont pas pu être identifiés. En 2009, le cimetière devient protégé en tant que monument historique.

## Tombes

### Personnel militaire distingué
- Alfred Garnett Horsfall, lieutenant-colonel du Duke of Wellington's (West Riding Regiment) et Charles Gamble Bishop, major du Royal Engineers ont reçu le Distinguished Service Order (DSO).
- Les majors Matthew Hodgart, John McMurtrie et Ernest Cole Fleming, les capitaines Walter Stanley Gimson et Francis Harold Lewin, le lieutenant Robert LLoyd Peel, les sous-lieutenants Donald MacLeod et Arthur Frederick Hastings Kelk et l'aumônier Walter Charles Wilks ont reçu la Croix militaire (MC).
- Le sergent William Coleman et l'artilleur James Fraser ont reçu la Médaille de conduite distinguée (DCM).
- 13 autres militaires ont reçu la Médaille militaire (MM), dont le caporal Archibald Mackenzie à deux reprises (MM et barrette).

### Personnel militaire mineur
- Harry Manders, soldat du King's Shropshire Light Infantry avait 16 ans lorsqu'il fut tué au combat le 22 janvier 1916.
- L'artilleur George Harper (Royal Garrison Artillery) et les soldats Richard Ashton (Monmouthshire Regiment), William John Martin (Newfoundland Regiment) et William Mulcahy (Welsh Regiment) avaient 17 ans lorsqu'ils sont tombés au combat.
- L'artilleur George Hawkins, avait terminé quatrième de la finale du 200 m aux Jeux olympiques de 1908.

### Alias
Quatre soldats ont servi sous un pseudonyme :
- Walter Petcher alias W. King, dans les Grenadier Guard.
- Joseph Albert Hanlon alias J. A. Farrow, avec le Welsh Regiment.
- William Watt alias G. Robertson, avec les Seaforth Highlanders.
- P. Pritchard alias P. Richards, avec le Welsh Regiment.